# علی‌خان شقاقی
علی‌خان شقاقی (انگلیسی: Ali Khan Shaqaqi) اولین خان خانات سرآب و از ایل شقاقی بود که در ۱۱۶۰ه‍.ق (۱۷۴۷ تا ۱۷۸۶م) به قدرت رسید.